# Karangjunti
Karangjunti is een bestuurslaag in het regentschap Brebes van de provincie Midden-Java, Indonesië. Karangjunti telt 5065 inwoners (volkstelling 2010).